# デジタル・データ・ストレージ
デジタル・データ・ストレージ(Digital Data Storage, DDS)は、デジタル・オーディオ・テープ(DAT)技術を利用した大容量補助記憶装置。
DDSドライブカートリッジは2,000回のパスあるいは100回のフルバックアップで廃棄する必要がある。ドライブ本体は正常動作のため定期的な清掃が必要であり、耐用年数はおよそ10年。
DDSドライブはVTRデッキやDATデッキと同じく回転式（ヘリカルスキャン）ヘッドを使用してデータを記録する。回転式ヘッドには二つの記録ヘッドと二つの読み取りヘッドがあり、読み取りヘッドはそれぞれでデータを確認する。エラーが存在した場合記録ヘッドで訂正を行う。
2016年11月現在、DDSドライブ、およびDDSの各種ブランクメディアの製造・販売は既に終了しており、後継とみなされたDAT 8th Genは発売されず、開発者団体であったDAT Manufacturers Groupは消失している。

## フォーマットの変遷

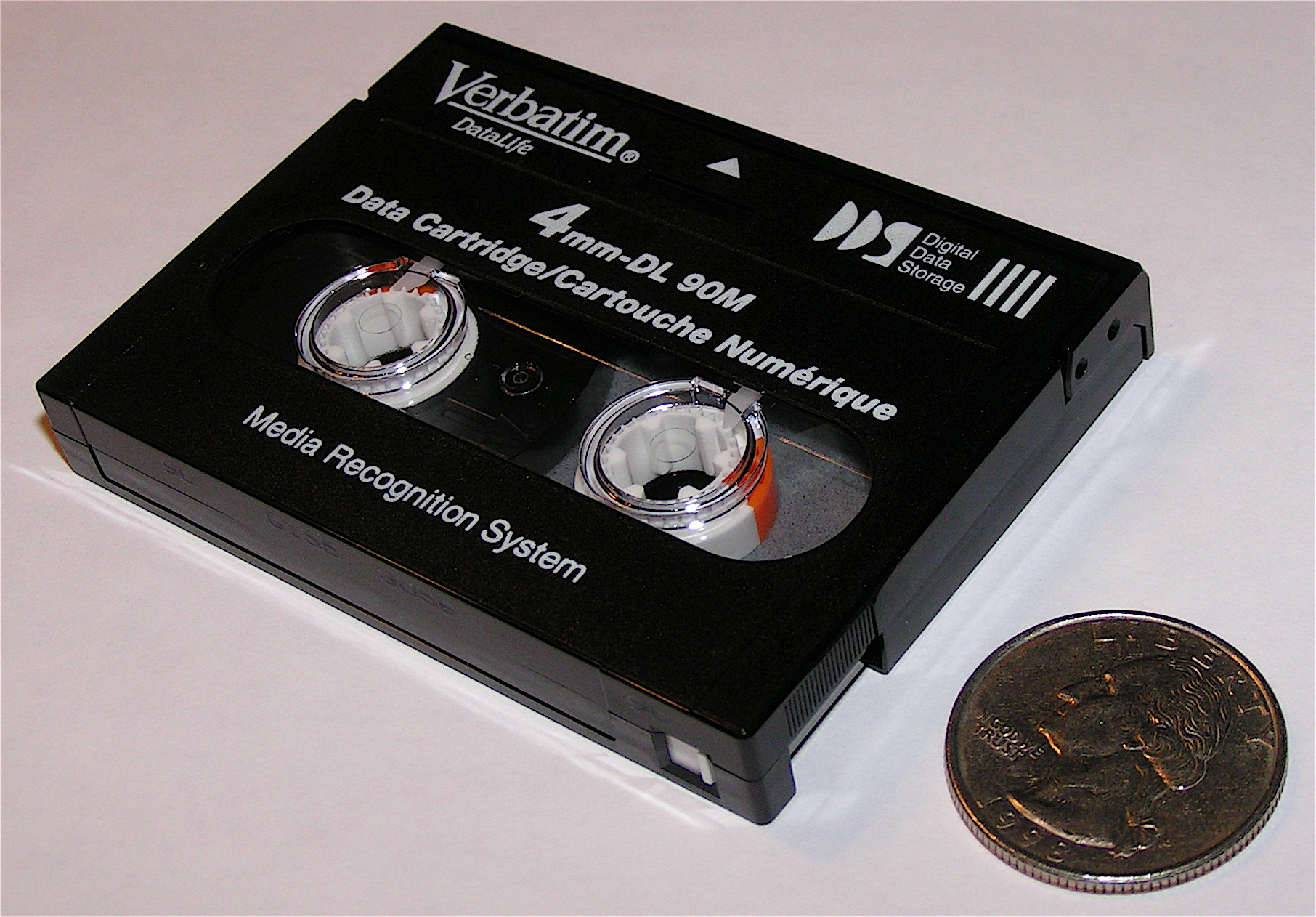
DDS-1/DATカセット

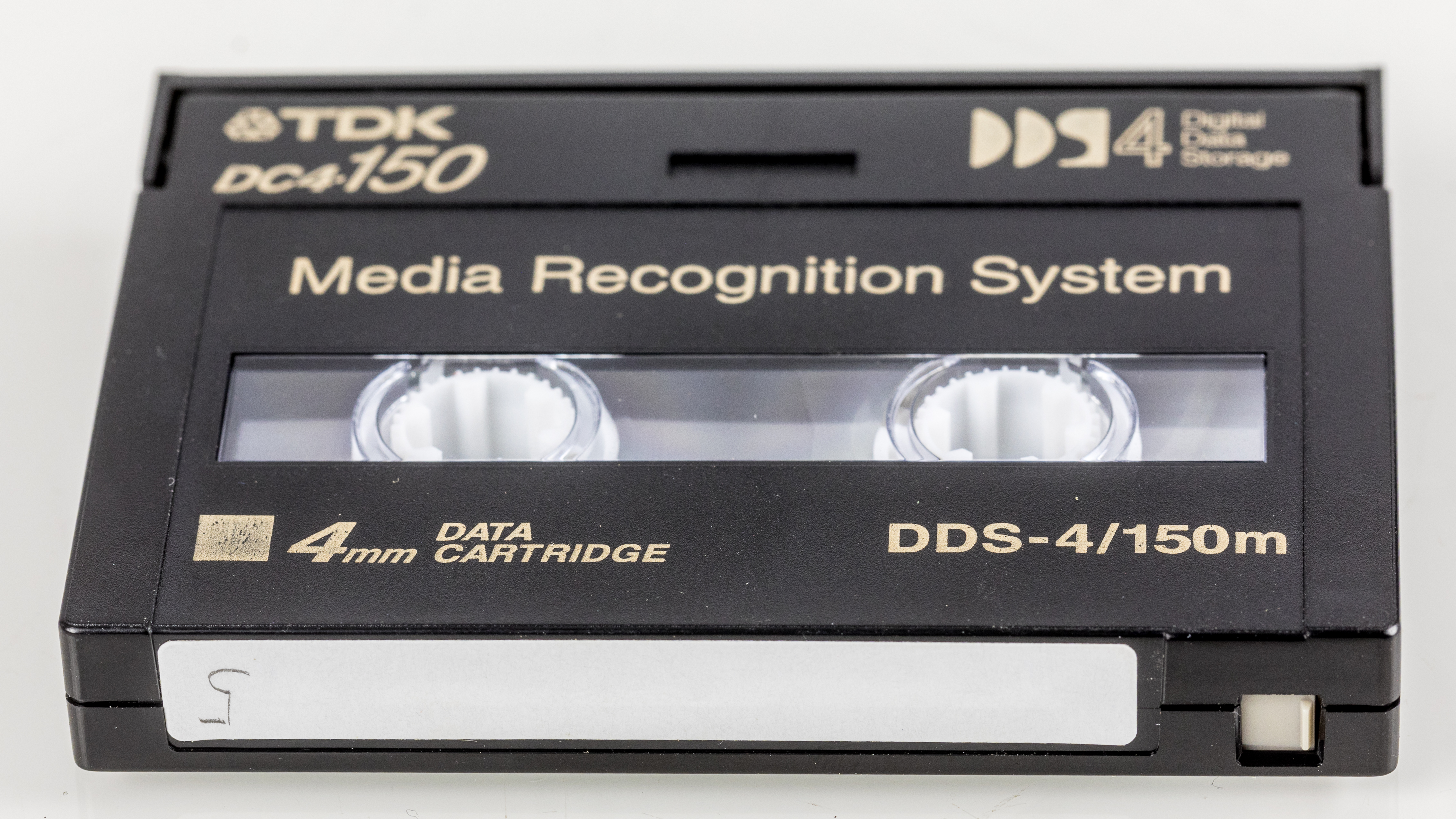
DDS-3 データカートリッジ

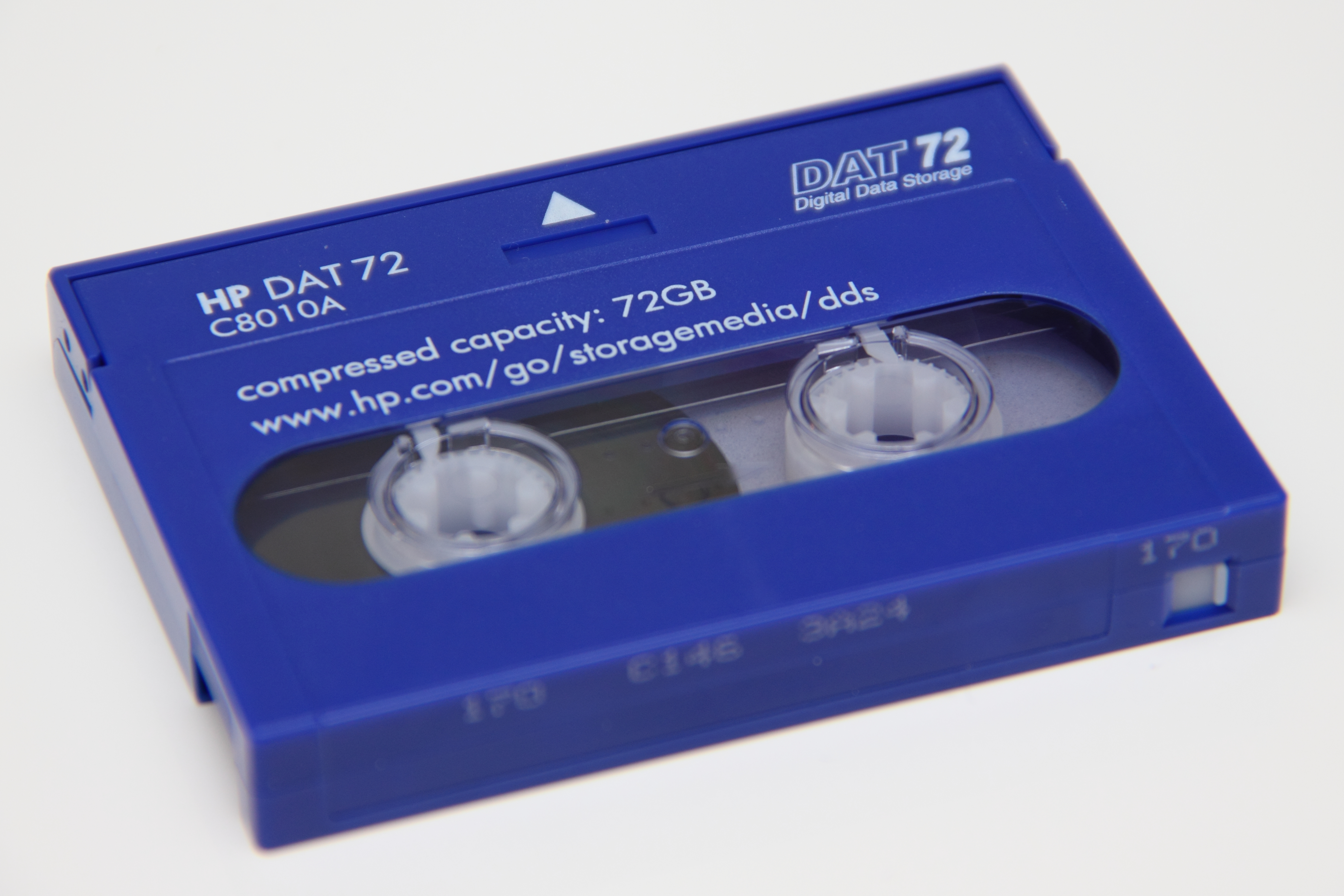
DAT 72データカートリッジ

1989年にソニーとヒューレット・パッカードがDATテープを使用してデータ保存を行う規格を定義した。当初策定された規格DDS-1では3.8mm幅のテープを用いるため、DATのデータカートリッジとの互換性を持っていた。テープ長は60mのものと90mのものが用意され、60m長のテープに非圧縮1.3GB、圧縮時2.6GB、90m長テープに非圧縮2GB、圧縮時4GBの記録が行うことができた。
1996年に策定されたDDS-3では、高密度記録で使用される信号処理方式であるPRMLという記録方式が採用され、これによって微弱な信号を正確に処理することができるようになるためデータ記録密度を高めることができるようになった。
2003年にヒューレット・パッカード（以下HP）とサータンスによって開発されたDAT 72を経て、2007年に策定されたDAT 160よりテープの幅が3.8mmから8mmとなり、それに伴いカートリッジ厚も変更となった。2007年時点で、「2010年 第8世代」までのロードマップが示されており、1本あたりの容量は第7世代で150G程度、第8世代で300G程度まで拡張される予定となっていた。
その後2008年8月にはHPとソニーによりDAT 320の共同開発が発表され、2009年12月にはドライブ・テープの発売が開始された。
最終規格は2012年に発表されたDAT 8th Genであり、非圧縮時300GB、圧縮時600GBもの記録ができるとされたが、製品化には至らず開発団体は解散している。
このようにDDSの規格は拡張が加えつづけられているが、例えばDAT 72規格のドライブは、DAT 72 ,DDS-4, DDS-3の各メディアを読み書きできるように、いずれの世代でも2世代前の規格を読み書きできることを謳っている。

### 世代ごとの比較
| フォーマット | 制定年 | テープ長 (m) | テープ幅(mm) | 記録容量 (GB) | 記録容量 (GB) | 速度 (MB/s) |
| フォーマット | 制定年 | テープ長 (m) | テープ幅(mm) | 非圧縮時      | 圧縮時        | 速度 (MB/s) |
| ------------ | ------ | ------------ | ------------ | ------------- | ------------- | ----------- |
| DDS-1        | 1989年 | 60           | 3.8          | 1.3           | 2.6           | 0.6         |
| DDS-1        | 1989年 | 90           | 3.8          | 2             | 4             | 0.6         |
| DDS-2        | 1993年 | 120          | 3.8          | 4             | 8             | 0.6         |
| DDS-3        | 1996年 | 125          | 3.8          | 12            | 24            | 1.1         |
| DDS-4        | 1999年 | 150          | 3.8          | 20            | 40            | 2.4         |
| DAT 72       | 2003年 | 170          | 3.8          | 36            | 72            | 3.5         |
| DAT 160      | 2007年 | 154          | 8            | 80            | 160           | 6.9         |
| DAT 320      | 2009年 | 153          | 8            | 160           | 320           | ?(86GB/H)   |
| DAT 8th Gen  | 2012年 | ?            | 8            | 300           | 600           | ?(86GB/H)   |

## その他
- 大半のDDSドライブはDATの音声データを取り扱うことができないが、アーカイヴ(Archive) / コナー（後にシーゲイト・テクノロジーが買収）のDDS-2ドライブやソニーのDDS-3ドライブの一部機種ではファームウェアを書き換えることでDATで記録した音声データを読み取ることができるようになるため、中古市場でも人気があった。